# Едвард Босковен
Едвард Босковен (енгл. Edward Boscawen; Треготан, 19. август 1711 — Хачландс парк, 10. јануар 1761) био је британски адмирал.
Истакнути је учесник поморских ратова које је Велика Британија водила у 18. веку. Познат је под надимком Old Dreadnought. У бици код Финистера (14. мај 1747.) вештим и одлучним вођењем свога брода битно је допринео британској победи. Међутим, на челу ескадре у Индијском океану доживео је неуспех при покушају да освоји Пондишери 1748. године. У Седмогодишњем рату руководио је блокадом Бреста (1756—1757). Умешном опсадом и вештим десантом заузео је 1758. године Лујбур, а 1759. године на челу Средоземне флоте поразио је француску ескадру код Лагуша.